# 御伽楼館
『御伽楼館』（おとぎろうかん）は、天乃咲哉による日本の漫画作品。『コミックエール!』（芳文社）にて連載されていた。

## 概要
過去に心残りや後悔を抱えた人物が人形と関わっている間、ひとつの物語を体験する事となる。物語が終わると その人の心残りが解決する事も多く、その人の次なる人生が活き活きとして描かれ、そこでひとつの話が締めくくられる。

## 人形店「真夏の世の夢」
シェークスピアの有名な戯曲の名を冠した人形店。双子の姉妹が経営している。様々な種類の人形が店中に多数置かれている。

### 人形
「真夏の世の夢」には特別な人形がある。販売品ではなく、貸出品として扱われている。貸出条件は、『借りる本人が若い女性である』ことと、『本人の想いが強く関わっている所持品をひとつ店に預ける』こと。借りた人間は一定期間、本人の想いに深く関わる不思議な物語を体験する事となる。

## 登場人物(真夏の世の夢)
ディアナ
「真夏の世の夢」の店主。接客を担当している。双子の姉妹の1人。
エルナ
「真夏の世の夢」専属の人形師。双子の姉妹の1人。
ピア
「真夏の世の夢」に居候している大道芸人。外見は幼児。大きな人形を使って芸を披露している。

## 各話の登場人物
ニーナ＝ブラント
1話。芸術学校の造形科に通う少女。背が高く、本人はそれを気にしている。昔はバレエをしていたが、ある事情で現在はやめている。
ハインツ
演劇科の教師。
ジル
2話。病院に勤めているナース。少年顔でショートカットなので、友達から「美少年」とよくからかわれる。「祭りの日に広場で会う」という約束が書かれた手紙を受け取る。
マリー
小学生時代のジルの友達。
エリカ
小学生時代のジルの友達。病弱で、いつもジルに助けてもらっていた。
リディ
3話。祖父の披露場を勝手に使われると怒る。
アドルフ
リディの祖父。生前は大道芸人として有名だった。

## 単行本
「まんがタイムKRコミックス エールシリーズ」のレーベルで全2巻を発行
1. 2008年8月12日発行 ISBN 978-4-8322-7721-2
2. 2009年9月発売 ISBN 978-4-8322-7840-0

新装版、コミックバーズ、幻冬舎コミックス発行
1. 2016年8月24日発行[1]、ISBN 978-4-344-83776-8
2. 2016年9月24日発行[2]、ISBN 978-4-344-83790-4